# ピレット・ヤルヴィス
ピレット・ヤルヴィス（Piret Järvis、1984年2月6日 - ）は、エストニア・タリン出身の女性バンド、バニラ・ニンジャの歌手、ギタリスト。身長170cm。